# Symplocos ledermannii
Symplocos ledermannii är en tvåhjärtbladig växtart som beskrevs av August Brand. Symplocos ledermannii ingår i släktet Symplocos och familjen Symplocaceae. Inga underarter finns listade i Catalogue of Life.